# Max Sauerteig
Max Sauerteig (* 22. April 1867 in Nürnberg; † 23. Januar 1963 in Nürnberg) war ein deutscher evangelischer Pfarrer in Ansbach, NSDAP-Mitglied und Parteiredner.

## Leben
Sauerteigs Vater war Kaufmann. Er studierte Theologie. 1892 heiratete er Marie Schad, mit der er sechs Kinder, davon vier Töchter und zwei Söhne, hatte. Sauerteig wurde evangelischer Pfarrer. Seine erste Pfarrstelle erhielt er in Manau. 1902 wurde er Zweiter Pfarrer in Wunsiedel. 1915 zog die Familie nach Ansbach, wo Sauerteig Pfarrer an der St.-Johannis-Kirche wurde.
1925 trat Sauerteig mit der gesamten Familie in die NSDAP ein. In den folgenden Jahren waren Adolf Hitler, Julius Streicher und Rudolf Heß mehrmals bei Sauerteig in Ansbach zu Besuch, 1927 nahmen sie an der Feier zu Sauerteigs 60. Geburtstag teil. 1926 veranstaltete Sauerteig eine Feier zum Geburtstag Hitlers, was in der Öffentlichkeit Anstoß erregte.
Sauerteig war ein früher fanatischer Nationalsozialist. Er hisste an seinem Pfarrhaus die Hakenkreuzfahne, nahm an SA-Märschen teil und trat aktiv als Parteiredner auf. Er wurde deshalb auch als Hakenkreuzapostel bezeichnet. Seine parteipolitischen Tätigkeiten fanden scharfe Kritik, etwa in der Fränkischen Tagespost. 1930 rief der bayerische Kirchenpräsident Friedrich Veit ihn zu parteipolitischer Zurückhaltung auf. Im März 1931 erklärte der Landeskirchenrat die geschlossene Teilnahme von uniformierten NSDAP-Formationen bei Taufen, Trauungen und Bestattungen, wie sie in Sauerteigs Kirche mehrfach vorkam, für unzulässig. In den folgenden Jahren agitierte Sauerteig jedoch weiter für die NSDAP. So setzte er etwa 1931 in einer Rede das christliche Kreuz und das Hakenkreuz gleich.
Am 1. September 1933 wurde Sauerteig als Pfarrer an der St.-Johannis-Kirche in Ansbach pensioniert. Das Pastorenehepaar zog anschließend nach Nürnberg. Er gehörte dem Nationalsozialistischen Evangelischen Pfarrerbund an. Zu seiner Rolle im Nationalsozialismus äußerte sich Sauerteig nach 1945 nie. Er starb im Alter von 95 Jahren als zu diesem Zeitpunkt ältester Pfarrer der bayerischen Landeskirche in Nürnberg.